# Carina Görg
Carina Görg (* 2. Januar 1991 in Wiener Neustadt, geborene Carina Stockhammer) ist eine ehemalige österreichische Handballspielerin, die zuletzt beim österreichischen Erstligisten ZV Handball Wiener Neustadt unter Vertrag stand.

## Karriere
Carina Görg spielte ab der Saison 2001/02 in ihrer Geburtsstadt bei ZV Handball Wiener Neustadt, für den sie in der höchsten österreichischen Spielklasse auflief und in der Saison 2009/10 am EHF-Pokal teilnahm. Im Jahr 2015 schloss sich die Rückraumspielerin dem Zweitligisten Vulkan-Ladies Koblenz/Weibern an. Im Sommer 2016 wechselte die Linkshänderin zum Bundesligaaufsteiger TV Nellingen. Zur Saison 2018/19 kehrte sie zum österreichischen Verein ZV Handball Wiener Neustadt zurück. Nach der Saison 2022/23 beendete sie ihre Karriere.
Carina Görg gehört dem Kader der österreichischen Nationalmannschaft an. Bisher bestritt sie 28 Länderspiele, in denen sie 3 Treffer erzielte.